# Hukkasaari (ö i Finland, Norra Savolax, Nordöstra Savolax, lat 63,37, long 28,20)
Hukkasaari är en ö i Finland. Den ligger i sjön Nurmesjärvi och i kommunen Rautavaara i den ekonomiska regionen  Nordöstra Savolax ekonomiska region  och landskapet Norra Savolax, i den centrala delen av landet, 400 km nordost om huvudstaden Helsingfors. Öns area är 8,8 hektar och dess största längd är 410 meter i nord-sydlig riktning.